# Губинок
Губинок або Губінек (пол. Hubinek) — село в Польщі, у гміні Ульгівок Томашівського повіту Люблінського воєводства. Населення — 216 осіб (2011).

## Історія
Під час Другої світової війни у селі відновилося українське життя. Діяла українська школа, кооператив «Український господар», бібліотека, українське освітнє товариство.
16-20 червня 1947 року під час операції «Вісла» польська армія виселила зі села на приєднані до Польщі північно-західні терени 97 українців. У селі залишилося 48 поляків. Збереглася церківця на цвинтарі.
У 1975—1998 роках село належало до Замойського воєводства.

## Населення
Демографічна структура станом на 31 березня 2011 року:
|          | Загалом | Допрацездатний вік | Працездатний вік | Постпрацездатний вік |
| -------- | ------- | ------------------ | ---------------- | -------------------- |
| Чоловіки | 110     | 19                 | 80               | 11                   |
| Жінки    | 106     | 18                 | 57               | 31                   |
| Разом    | 216     | 37                 | 137              | 42                   |

## Особистості

### Народилися
- Василь Іванець (1905—1979) — український лікар, меценат[7].